# Тшебень-Мали
Тшебень-Мали (пол. Trzebień Mały, нім. Wenigtreben) — село в Польщі, у гміні Болеславець Болеславецького повіту Нижньосілезького воєводства.
Населення — 89 осіб (2011).
У 1975-1998 роках село належало до Єленьоґурського воєводства.

## Демографія
Демографічна структура станом на 31 березня 2011 року:
|          | Загалом | Допрацездатний вік | Працездатний вік | Постпрацездатний вік |
| -------- | ------- | ------------------ | ---------------- | -------------------- |
| Чоловіки | 51      | 13                 | 33               | 5                    |
| Жінки    | 38      | 4                  | 23               | 11                   |
| Разом    | 89      | 17                 | 56               | 16                   |